# Куваев, Олег Игоревич
Оле́г И́горевич Кува́ев (род. 6 февраля 1967, Ленинград) — советский, российский, немецкий и израильский мультипликатор, сценарист, режиссёр, живописец и скульптор, владелец YouTube-канала «Masyanya Kuvaeva». Наиболее известен как создатель флеш-сериалов «Масяня», «Магазинчик БО!».

## Биография
Олег Куваев родился 6 февраля 1967 года в Ленинграде. Учился в английской (№ 328), а потом в физико-математической школе (№ 344), окончил музыкальную школу. Учился в нескольких институтах, но не окончил их (в том числе Академия художеств, Санкт-Петербургский государственный университет аэрокосмического приборостроения (ГУАП)), служил в советской армии (на Дальнем Востоке в войсках связи). В 1986 году вместе с Александром Васильевым и другими участвовал в рок-группе «Митра», которая позже была преобразована в «Сплин» — играл на клавишных, флейте и кларнете. С 1991 по 1997 жил в Германии (земля Северный Рейн — Вестфалия), изредка возвращаясь в Петербург для продления визы. До 2001 года профессионально занимался живописью и скульптурой. С 1995 года также и компьютерной графикой.
Осенью 2001 года Олег Куваев начинает выкладывать в сеть короткие мультфильмы про большеголового человечка с несколькими волосинами на голове, которому даёт имя Масяня. Мультфильмы, отличающиеся немного хулиганским стилем самовыражения и в то же время нескончаемым жизненным оптимизмом и юмором, быстро набирают популярность и, несколько месяцев спустя, открывается собственный сайт проекта www.mult.ru, где и выкладываются новые мультфильмы. Уже в январе 2002 года Олег Куваев открывает собственную анимационную студию «Мульт.ру», в которой занимает должность арт-директора. С данной студией он становится обладателем множества премий и наград. В частности в марте 2002 года Олег Куваев и его студия «Мульт.ру» становятся рекордсменами третьей ежегодной «Национальной Интернет Премии», где собирают большую часть наград. «Масяне» досталось пять самых престижных номинаций: Гран-при, «Открытие года», приз прессы, приз зрительских симпатий и премия в категории «Сетевое искусство». Постепенно любительский мультсериал перерастает в масштабный проект профессиональной студии «Мульт.ру».
С самого начала проекта «Масяня» Олег Куваев столкнулся с большой волной пиратства и незаконного использования образа Масяни. Выпускались десятки, если не сотни наименований товаров без какого-либо контроля, участия или разрешения со стороны автора и его студии. Предпринимались многочисленные попытки борьбы с массовым пиратством, но они по большей части были неудачными: до принятия в 2006 г. четвёртой части Гражданского кодекса в России законодательно не охранялись авторские права на персонаж произведения. В 2003 году образ Масяни использовался телеканалом Муз-ТВ в своей программе «В гостях у Масяни» без разрешения Куваева, что привело к судебному разбирательству, выигранному студией Куваева. Масяню в этой программе озвучивал Павел Воля (будущий участник проекта «Comedy Club»). После долгих судебных разбирательств Олег Куваев вернул себе права на персонажа и торговую марку «Масяня», и с июля 2007 года началась новая, четвёртая жизнь «Масяни», которая благополучно продолжается и сейчас.
Вне интернетовских кругов проект приобрёл популярность благодаря передаче «Намедни» с Леонидом Парфёновым, в которой еженедельно транслировались новые серии «Масяни». Всего на НТВ в период с сентября 2002 — февраля 2004 годов было показано около двадцати серий, но из-за прекращения финансирования со стороны ООО «Масяня», обладавшего на тот момент всеми правами на проект, выпуск новых серий пришлось прекратить.
Собственная анимационная студия Олега Куваева в Санкт-Петербурге функционировала до 2006 года, регулярно выпуская новые эпизоды сериалов «Масяня», «Магазинчик БО!», «6 ½» и «Ежи и Петруччо». B 2006 году Олег Куваев покинул студию и переехал в Израиль, что было связано с его женитьбой. Он стал заниматься фрилансом и начал самостоятельно представлять свои интересы. Через год его студия в Петербурге закрылась.
В 2013 году Олег Куваев возобновил работу над сериалом «Масяня». Он в одиночку занимается производством сериала, как создавая сценарии, так и выполняя графику, монтаж эпизодов и озвучку серий. Он искал спонсоров и рекламодателей, пробовал монетизировать производство мультсериала через краудфандинг. Весной 2019 года перешёл на patreon.com, как основной источник финансирования производства.
В октябре 2023 Следственный комитет Российской Федерации возбудил против Куваева уголовное дело о «публичных призывах к осуществлению деятельности, направленной против безопасности государства» (статья 280.4 УК РФ).
22 декабря 2023 года внесён Минюстом России в реестр иностранных агентов. 26 декабря 2023 года был объявлен в федеральный розыск МВД России.

## Общественная позиция
Называет себя приверженцем идей анархизма, оптимизма, нерелигиозности, антисоветизма и антимилитаризма.
Активно выступает против вторжения России на Украину и посвятил этой теме целый восьмой сезон мультсериала «Масяня»: «Вакидзаси» (эпизод 160), «Как объяснить детям» (эпизод 161), «Санкт-Мариубург» (эпизод 162), «Живи не хочу» (эпизод 163) и «Русофоб» (эпизод 164), а также клип на песню «Гимн обречённых (Гойда, орки!)» группы «Ногу свело!».

## Семья
- Сын — Давид Олегович Куваев (род. 22 октября 1993) — программист[16], депутат внутригородского муниципального образования Санкт-Петербурга «Дворцовый округ» шестого созыва[17].
- Жена — Полина Фарбер-Куваева (род. 7 июня 1976)
  - Дочь — Тали Фарбер-Куваева (род. 2009 г.)[18]
  - Сын — Юваль Фарбер-Куваев (род. 2011 г.)[18]